# 木更津キャッツアイ 日本シリーズ
『木更津キャッツアイ 日本シリーズ』（きさらづキャッツアイ にほんシリーズ）は、2003年の日本映画で、人気テレビドラマ「木更津キャッツアイ」の映画化作品。
プロローグでは、30年後のキャッツアイメンバーを大物俳優たちが演じている。主なゲストは内村光良、ユンソナ。また、ドラマシリーズにも登場した哀川翔、氣志團らが再び本人役で登場した。興行収入15億円。
3年後の2006年には、シリーズ完結編として『木更津キャッツアイ ワールドシリーズ』が公開された。

## あらすじ
21歳にして余命半年と宣告されたぶっさんが死の淵から蘇って半年後の2003年夏。新紙幣の発行が翌年に近づいて来た頃、相変わらず野球とビールに明け暮れる毎日を送っているキャッツアイのメンバーは、山口が猫田を店長として韓国パブをオープンさせるということでパーティーに招待される。そこへ遅れてやってきたうっちーから「オジー is BACK」という衝撃の言葉がもたらされる…。
なんと、去年死んだはずのオジーがなぜか生きており歓喜するキャッツたち。さらに氣志團から木更津でロックフェスティバルを開催するためにキャッツの力を借り、オリジナルのラブソングを作って出演して欲しいとの申し出があり、大きな盛り上がりを見せる。
そんな中、ひょんなことからぶっさんはパブで出会った韓国人ホステス・ユッケにおんぶされて一緒に赤い橋を渡り、2人の仲は急接近。彼女に恋したことでラブソングを作り上げ、フェスで歌うことも決定する。
ぶっさんはユッケと相思相愛だと知り結婚を考えていることを仲間に打ち明けると、美礼先生も高校時代に憧れていた、やっさいもっさいがめっぽう上手い笑顔の素敵な「微笑みのジョージ」ことジョージ村田から結婚を申し込まれていると言い出し…。

## 登場人物・キャスト

### TVドラマにも登場した人物
本稿では、『日本シリーズ』に特化した内容のみ記載する。
ぶっさん（田渕 公平）
演 - 岡田准一 (当時V6)
今作ではTVドラマ最終回で語られた「1年以上しぶとく生き延びた」期間のうち半年が経つ頃が描かれており、相変わらず医師からは「（余命は）あと半年」と言われている。
韓国パブで出会ったユッケと良い仲になり、余命半年でありながら結婚を考えるようになる。だが憧れの美礼にアプローチをかけているジョージのことが気になり、彼の過去を調べその動向を探り始める。氣志團から「フジみロック」の運営と前座での出演を依頼され、ユッケへの恋心からオリジナルのラブソング「赤い橋の伝説」を作り上げた。
草野球では、甲子園に出場した木更津第二高の後輩たちが入部した関係でマスターやアニと共にベンチウォーマーに回っており、代打争いでも小学生の森山にすら負けてしまっている。
バンビ（中込 フトシ）
演 - 櫻井翔（嵐）
冒頭で2年連続「ミスター木更津コンテスト」グランプリに選出されているが、後にそれが原因で仲間たちからあらぬ疑いをかけられ激怒する。
引き続きモー子と交際しているが、いまだにぶっさんのことも好きなモー子にやきもきさせられている。また、「モー子とはキスはしないのにアッチのほうは1日に何度も求めている」とミー子に暴露されている。
草野球では他のメンバーと違い、後輩のエースだったアニの弟・純がプロ入りしたために変わらずピッチャーを務めている。だがアマゾネス（後述）と野球をした際には初球を彼方まで運ばれ、悲しげな表情を見せていた。
うっちー（内山 はじめ）
演 - 岡田義徳
今作においても裏での活躍が多い。尾行が趣味で、見ず知らずのジョージを新宿まで追跡し美容外科に入るところを目撃したが、「外科」を「がいか」と読んでしまった。
赤い橋の上から海に漂うオジーを発見し浜まで引き上げ、紆余曲折を経て韓国パブに現れ皆に「オジー is BACK」と告げる。
正体を表したジョージが持つ偽札の原版を盗んだことで銃撃を受けるも愛用のポケベルに当たり命拾いしたほか、仲間のピンチに偶然町内放送でやっさいもっさいを流して救うなどのファインプレーを見せた。
マスター（岡林 シンゴ）
演 - 佐藤隆太
韓国パブの話を聞いていた妻・セツ子から「あんた！」と咎められ、「愛してるって何べん言わせんだよ！」と言い返している。氣志團が木更津に凱旋した際には、興奮のあまり謎のステップを踏んで後ろ向きにすっ転んでしまった。また今作では、初めて猫田を殴りつけている。
アニがコピーしようとした偽札が何なのかと仲間に問われ返答に困っている際に「わかった！（フェスの）チケットだろ！」と助け船を出し、苦し紛れにアニがそれに乗っかったため偽札がチケットとして流通する原因を作ってしまう。
アニ（佐々木 兆）
演 - 塚本高史
TVドラマ最終回のエンドクレジットで下の名前が発覚したが、今作ではぶっさんやマスターからわざと「ひざし」と呼び間違えられ憤慨している。また、復活したオジーから始めは「アニキ」と呼ばれ「キ」はいらないと言っていたが、その後は「兆」と呼ばれるようになり照れていた。
オジーが造った偽札を見ても野口英世と樋口一葉をオジーの両親だと勘違いするバカっぷりを発揮し、オジーに言われるがまま家（写真館）のコピー機で増刷して偽札造りに加担してしまう。
今作から喫煙描写があり、タバコをポイ捨てしたことで後に大きな災いを招くことになる。
モー子
演 - 酒井若菜
彼氏のバンビが韓国パブに行くと知り自分も行きたいと言い出したり、バンビがパブではっちゃけるのは良くてもぶっさんは嫌だと怒り出してバンビを困惑させる。そしてぶっさんがユッケ目当てでパブに通い詰めていることを知り、美礼を誘って猫田に頼んでバイトとして入店しぶっさんを問い詰める。
高校時代からバカ扱いされているが、今作ではジョージの偽札を盗もうとするキャッツアイに「それより原版が手に入ったら一生遊んで暮らせる」と賢いアドバイスをする一面を見せる。終盤ではとあるトラブルに見舞われ…。
山口
演 - 山口智充（DonDokoDon）
自ら現地で韓国人のホステスをスカウトし、木更津ホールを買い取って改装した韓国パブ「イチ2のサンチュッ」をオープンさせる。
オジーが復活した際には、住居として自らが所有する船を提供する。ジョージが悪の道に進んで偽札造りになったことを知っており、今回もキャッツアイに情報をもたらした。後に船の中で大量の偽札を発見し、悪用しようと考えるが…。
「フジみロック」では不在のキャッツアイの代わりに、前座として吉川晃司のものまねで「BE MY BABY」を歌唱した。
猫田 カヲル
演 - 阿部サダヲ
TVドラマ第6回で傷害事件を起こし収監されたが出所しており、山口の韓国パブの店長に就任した。アニから巻き上げた偽札（猫田は本物の新紙幣だと思っていた）がタバコの自動販売機で使えず、文字通りの"格闘"を繰り広げる。山口とともに偽札を見つけて悪用しようと考えるのだが…。
「フジみロック」では布袋寅泰のものまねを披露し、山口と2人でCOMPLEXになりきっていた。
男の勲章・店長（帯谷）
演 - 嶋大輔
ジョージと同じ幼稚園に通っていたことから、彼が小峰社長に誘拐され性的虐待を受け続けた挙げ句に精神を歪めてしまったとの情報をキャッツアイにもたらす。トレードマークのリーゼントヘアは幼稚園の頃から続いている。
竹田巡査（竹田 一郎）
演 - 三宅弘城
やっさいもっさいの行列を探していたところ、拳銃を所持しているジョージを発見し追いかける。ジョージが船で逃げようとした際にはその場で釣りをしていたヤクザの山口に協力を求め、船を留めていたロープを使って一緒に引き戻そうとするのだが…。
その後、行方不明になったぶっさんを心配するユッケや公助たちの前で「帰って来ないかも知れないね」と発言するなど、不謹慎さは相変わらずである。
ミー子
演 - 平岩紙
「野球狂の詩」でうっちーと朝までイチャついていたことでアニとマスターからキレられてしまいムッとしていた。モー子からバンビとの恋愛事情について色々と聞いているらしい。
うっちーの父
演 - 渡辺いっけい
海がゴミで汚れていくことを嘆いており、タバコの吸殻をポイ捨てしたアニに英語で「そこの野球バカ！拾わないと怪獣ゴミンゴが出るぞ！」と注意したが無視されてしまった。
ジョージに追われる息子たちのために（おそらく細かい事情は知らずに）自宅の船を空け、家族で「野球狂の詩」に移りカニを食べていたところに現れたジョージに「ハーイ！カムヒア、スマイリージョージ」と声をかけて歓迎しており、以前から彼のことを知っていた模様。
うっちーの母
演 - 宮地雅子
「野球狂の詩」で家族とカニを食べていたところに現れたジョージに微笑みかける。
セツ子
演 - 須之内美帆子
韓国パブに行くことになり浮かれるマスターに対し、いつも通り「あんた！」と咎める。ローズが産気づいた際には、子沢山だという理由で手伝いのために公助に連れて来られる。
アニの父
演 - 下村彰宏
ラストシーンに登場。田渕家の様々な写真を撮影する。
森山
演 - 森山直樹
草野球でぶっさんらを差し置いて代打に選ばれている。
哀川 翔
演 - 哀川翔
プロローグ（30年後のシーン）において、「哀川翔主演映画1000本記念作品」として『ヤクザ球団 VS テキヤ球団』という劇中内オリジナル映画が上映された。
現代では『ゼブラーマン』の撮影のために木更津を訪れており、ぶっさんに「完全燃焼」と書かれたボールをプレゼントし「俺のカミソリシュートで殺してやるから、それまで死ぬんじゃねえぞ」とエールを送った。その後、赤い橋のそばにあるホテルに宿泊しようとした際に、ジョージに拘束されたユッケの助けを呼ぶ声を聞き彼女のもとへと駆けつける。
氣志團
演 - 氣志團
今作では「甘えん坊ハウス」が地上げの危機にあることを知り、「ニュー甘えん坊ハウス」（木更津のネバーランド）建設資金稼ぎのため赤い橋の袂を会場に「FUJIみ ROCK FESTIVAL」（略してフジみロック）を企画する。
劇中で「木更津キャッツアイのテーマ」をキャッツとともに歌唱したほか、彼らをフェス（氣志團はギグと呼ぶ）の運営および前座として起用し、オリジナルのラブソングを作るよう命じる。
小峰
演 - ケーシー高峰（特別出演）
TVドラマ版で逮捕されているため現在のシーンでの登場はないが、ジョージを幼少期から計18回も誘拐し続けた過去が描かれる。今作でも演者のケーシーの持ちネタである医学用語（ダイアン・レイン）を披露している。
オジー
演 - 古田新太
TVドラマ第5回で死亡したはずが、なぜか生きており皆を喜ばせる。だが酒に非常に弱くなっていたり、偽札を造っていたりと不審な点が多い。アニのことは「兆」と呼び、偽札造りに加担させる。
ローズ
演 - 森下愛子
引き続き「バーバータブチ」で働いており、公助との間に子供を妊娠している。超高齢出産であるため、ぶっさんからは不器用な言葉で心配と祝福をされた。ぶっさんがユッケを家に連れ込んだ際に、流れで「母ちゃん」と言ったのを公助と盗み見て喜んでいた。
「フジみロック」の当日、予定日が翌月であるにもかかわらず氣志團（ローズの息子たち）がフェスで歌唱している間に産気づき、ぶっさん（義理の息子）が「赤い橋の伝説」を歌い終えたところで「バーバータブチ」の店内で出産する。名前は男児であれば公助・公平の公を取って「交尾」（字が違う）などと冗談を言っていたが、最終的には「平助」となった。
田渕 公助
演 - 小日向文世
ローズを妊娠させたことでぶっさんに「諸々の計算がずれた」と謝るが、気まずくなったところでぶっさんから「店を休んで面倒見なきゃダメじゃん、バーカ」と言われたのを「おめでとう」という意味だと受け取っていた。妻がいるにもかかわらず韓国パブに行きたがっておりテレビや本で韓国語を学んでいたが、ぶっさんに断られ「韓国の女はいい仕事をする」と生々しいことを口走る。
終盤で誕生した赤ん坊を見て、なぜか恐ろしい物を見るような叫び声を上げていた。
美礼先生（浅田 美礼）
演 - 薬師丸ひろ子
韓国パブに入り浸っているぶっさんのもとにモー子とともにチマチョゴリを着て現れ、「公平君の恋は木更津の女みんなの物なのよ」となどと言いユッケとの恋路を阻もうとする。ぶっさんがユッケとの結婚を考えていることを打ち明けると、自身もニューヨーク在住のアーティスト・ジョージ村田から結婚を申し込まれており、合同結婚式をしようと言い出す。
高校（木更津第一高）時代はおさげ髪で、ジョージの同級生であり生徒会副会長を務めていた。ジョージに惹かれていたが、彼が警察に逮捕される際に「絵画の勉強のためニューヨークに行く」と嘘をつかれたのを信じきっており、別れ際にそごうで買った腕時計をプレゼントしている。

### 『日本シリーズ』から登場する人物
村田 ジョージ
演 - 内村光良（ウッチャンナンチャン）
高校時代の同級生である美礼に、「東京に来ているので食事でもどうか」と手紙で誘いをかけた人物。
木更津第一高校時代は生徒会長で、「微笑みのジョージ」として学校を明るくしていた青年。絵とやっさいもっさいがめっぽう上手く、文化祭（汐香祭）では何人もの生徒を引き連れてやっさいもっさいを踊った。現在でもやっさいもっさいの曲が流れると体が勝手に反応し踊ってしまい、大勢の人を引き連れてしまうほどの魅力を持っている。
美少年であるが故に幼少期から小峰社長に気に入られ、度重なる誘拐と性的虐待を受けて精神が歪んでしまった。さらに悪の組織に手先の器用さと絵の才能を見込まれ偽札造りに加担させられために、高校3年生の時に警察に逮捕されている。
1ヶ月前に出所してニューヨーク在住のアーティスト「ジョージ村田」と身分を偽り美礼を誘ったが、木更津で顔が知られているのに加えて自分の顔に嫌悪感を抱いており、バンビの顔に整形しようとする。しかし参考に「ミスター木更津コンテスト」のポスターを見せた美容外科医からは「元の顔が違いすぎる」と断られ、特殊メイクを担当するメイクアップアーティストのもとを訪ねるのだが…。
出所直後から悪の組織に復帰して偽札造りを続けており、新紙幣発行に乗じて悪用を企てる。使用する車両はメルセデス・ベンツの四駆ウニモグ。
ユッケ
演 - ユンソナ
韓国パブのホステス。哀川翔の映画を見ながら日本語を勉強している。店で出会ったぶっさんと映画館で再会し、木更津に来ていた哀川と対面し別れた直後に具合が悪くなったぶっさんをおんぶして赤い橋を渡ったことで相思相愛になる。店のオープニングパーティーではやる気のない素振りを見せていたが、赤い橋を渡った後は楽しそうに接客をしていた。
ぶっさんから哀川翔作品のビデオを大量に借り、全部見て返しに来たところを部屋に連れ込まれて「好きだ、オレと結婚してくれ」と韓国語でプロポーズされ受け入れたことで結ばれる。ぶっさんのことは「プサン」と呼び、指摘されてもそのまま呼び続けている。
その後ぶっさんが行方不明になった際には心配して「バーバータブチ」に来ていたが、店を出たところでジョージの手下に拉致されてしまう。
モー子の父
演 - 船越英一郎（特別出演）
プロのオカリナ奏者。TVドラマ第7回でモー子の口からその存在が語られていたが、今作のクライマックスで初登場する。怪獣ゴミンゴにオカリナでやっさいもっさいを吹いて聴かせ、大人しくさせた。モー子とは対照的に非常に礼儀正しく言葉遣いも丁寧な人物。
医師
演 - 坂井真紀
ぶっさんの新しい担当医で、余命を聞かれても「あと半年」としか答えない。担当が代わったことについて問われ、がん患者で死が間近のぶっさんに「前の担当の先生は先月がんで亡くなった」とずけずけと答えるデリカシーの無さを持つ。
整形外科医
演 - 金剛地武志
「西新宿美容外科」の医師。ジョージからバンビが写ったポスターを渡され整形を相談されるが、「元が違い過ぎる、特殊メイクの範疇」という理由で断っている。
メイクアップアーティスト
演 - 袴田吉彦
ジョージの特殊メイクを引き受ける。バンビの顔にするはずが、勘違いで他の人物の顔にしてしまった。
黒モー子
演 - 酒井若菜（二役）
キャッツアイが漂流した島の女ボスで、モー子に瓜二つだが色黒である。配下の女性4人からなる「アマゾネス軍団」を率いている。彼女だけ「やまくらさん」なる人から日本語を教わっているため、多少日本語を話すことができる。アマゾネスたちとセックスを1日1回するごとにカニを1匹提供してくれるのだが、カニアレルギーを持っているため口にしないぶっさんを心配し、やまくらの置き土産であるマックスコーヒーを渡している。

### 30年後のキャッツ
30年後のバンビ
演 - 中尾彬（特別出演）
モー子と一緒に和服姿で野球狂の詩に現れるが、仲間たちからは誰か気付かれなかった。ビールではなく熱燗を飲む。岩渕のことを「偽ぶっさん」と呼び、彼にぶっさんの話を聞かせようとする。
30年後のマスター
演 - 渡辺哲
ぶっさんに似ているという理由で、ピザ助に出前を頼むときは配達担当に岩渕を指名する。腰にヘルニアを患っているため野球は辞めており、たまに孫とキャッチボールをするぐらいに留めている。
30年後のアニ
演 - 岩松了（友情出演）
膝に水がたまっているため、マスターと同じく野球はやっていない。相変わらずうっちーと一緒に「ビール！ビール！」の掛け声で野球狂の詩にやってくる。
30年後のうっちー
演 - 渡辺いっけい（二役）
レオタード姿（TVドラマ第1回でうっちーが着ていたキャッツ・アイのコスチューム）で登場し、アニから「そっちのキャッツアイじゃねえ」といまだにツッコまれている。
30年後のモー子
演 - 伊佐山ひろ子
バンビと共に和服姿で現れたが、やはり誰か気付かれなかった。岩渕が現れると「ぶっさーん！」と駆け寄りキスをした。
岩渕
演 - 岡田准一（二役）
ピザ屋「ピザ助」の、ぶっさんに瓜二つの配達員。『ヤクザ球団 VS テキヤ球団』が上映中の映画館で居眠りをしていた最中マスターへの配達に呼び出され、ぶっさんの生まれ変わりのような扱いを受ける。

## スタッフ
- 監督 - 金子文紀
- 脚本 - 宮藤官九郎
- 音楽 - 仲西匡
- 音楽プロデューサー - 志田博英
- 主題歌 - 嵐「a Day in Our Life」（J storm）
- 製作 - 近藤邦勝、藤島ジュリーK.、椎名保
- 企画 - 濱名一哉、那須田淳
- プロデューサー - 磯山晶
- アソシエイトプロデューサー - 大岡大介、中沢敏明
- ラインプロデューサー - 吉田浩二
- 部分演出 - 片山修、宮藤官九郎
- 製作協力 - TBSエンタテインメント、セディックインターナショナル
- 配給 - アスミック・エース
- 製作 - 映画「木更津キャッツアイ 日本シリーズ」製作委員会（TBSテレビ、ジェイ・ストーム、アスミック・エース）